# Кримська АЕС
45°23′30″ пн. ш. 35°48′13″ сх. д. / 45.39167° пн. ш. 35.80361° сх. д.
Кри́мська а́томна електроста́нція — недобудована атомна електростанція, розташована поблизу міста Щолкіне в Криму на березі солоного Актаського озера (ставок-охолоджувач). Проєкт станції однотиповий з діючою Балаковською АЕС, Хмельницькою АЕС, Ростовською АЕС і АЕС Темелін. Будівництво Кримської АЕС було припинено на стадії високого ступеня готовності після катастрофи на Чорнобильській АЕС (готовність першого енергоблоку становила — 80 %, другого — 18 %).

## Історія будівництва
Перші проєктні вишукування були проведені 1968 року. Будівництво розпочато у 1975 році. Станція повинна була забезпечити електроенергією весь Крим, а також створити заділ для подальшого розвитку промисловості регіону — металургійної, машинобудівної, хімічної. Проєктна потужність 2000 МВт (2 енергоблоки) з можливістю подальшого збільшення до 4000 МВт: типовий проєкт передбачав розміщення на майданчику станції 4 енергоблоків з реакторами ВВЕР-1000/320.
У листопаді 1980 року будівництво оголошене Республіканським ударним комсомольським, а 26 січня 1984 року — Всесоюзним ударним. Після будівництва міста-супутника Щолкіне, насипу водосховища і допоміжних господарств, з 1982 року почалося зведення безпосередньо самої станції. Від керченської гілки залізниці була прокладена тимчасова лінія, якою в розпал будівництва прибувало по два ешелони будматеріалів за добу. У цілому будівництво йшло без істотних відхилень від графіку зі запланованим запуском першого реактора у 1989 році.
За допомогою унікального крана повинні були здійснювати підйомно-транспортні та будівельно-монтажні операції всередині реакторного відділення:
- В період будівництва АЕС: операції зі складування устаткування (частин реактора, корпусів парогенераторів, компенсатора, головних циркуляційних трубопровідів і насосів та ін), а потім їхньої установки на проєктне місце.
- Після пуску станції: виконувати транспортно-технологічні та ремонтні роботи з обслуговування атомного реактора.

Несприятлива економічна ситуація у країні та катастрофа на четвертому енергоблоці Чорнобильської АЕС 26 квітня 1986 призвели до того, що в 1987 році будівництво було спочатку призупинено, а у 1989 — прийнято остаточне рішення відмовитися від запуску станції. До цього моменту на будівництво АЕС було витрачено 500 млн радянських рублів у цінах 1984 року. На складах залишалося знадобу орієнтовно ще на 250 млн рублів. Станцію почали повільно розтягувати на чорний і кольоровий металобрухт.
До кінця 1980-х років ситуація в економіці СРСР ускладнилася настільки, що були згорнуті практично всі великі будівництва, як в енергетиці, так і у промисловості, транспорті, містобудуванні. Остаточно будівництво АЕС в Щолкіному припинилося у 1987 році.

## Після закриття проєкту
З 1995 по 1999 в машинній залі (турбінному відділенні) проводилися дискотеки фестивалю «Республіка KaZaнтип». Реклама свідчила: «Атомна вечірка в реакторі».
У 1998—2000 роках створене на базі АЕС дочірнє підприємство «Східно-Кримська енергетична компанія» реалізувало майна станції на 2204 тисячі гривень. До 1 лютого 2003 року на балансі ДП «Східно-Кримська енергетична компанія» залишився тільки спецкорпус, блок майстерень, реакторне відділення та оливо-дизельне господарство.
У вересні 2003 Фонд майна продав унікальний данський кран «Kroll», встановлений для монтажу ядерного реактора, за 310 тисяч гривень при початковій ціні в 440 тисяч гривень. До його демонтажу висотний кран використовувався для бейсджампінґу.
Стрибки здійснювалися з нижньої (80 м) і верхньої (120 м) стріли крана. У 1990-х роках такий же кран «Kroll» був задіяний на будівництві 4-го енергоблоку Хмельницької АЕС у місті Нетішин, раніше кранами цього типу зводилися корпуси Запорізької АЕС та Південно-Української АЕС (знаходиться на території станції в розібраному стані).
У 2004 Кабмін передав Кримську АЕС з ведення Міністерства палива та енергетики Раді міністрів Криму. Далі, Радмін Криму повинен був продати отримане майно АЕС, а гроші повинні були піти на вирішення соціальних та економічних проблем Ленінського району Криму й, зокрема, міста Щолкіне.
Після цього повинні були розпродаватися частини, що залишилися Кримської АЕС: реакторне відділення, блокова насосна станція, корпус майстерень, охолоджувач на Акташському водосховище, гребля Акташського водосховища, підвідний канал з водоприймальним резервуаром, оливо-дизельне господарство станції, дизель-генераторна станція. Далі, відомо, що на початку 2005 року Представництво Фонду майна Криму реалізувало реакторне відділення Кримської АЕС за 1,1 млн грн. ($ 207,000) юридичній особі, назва якого не розголошується.
З 2014 року разом з містом знаходиться під окупацією РФ. Так звана «влада» анексованого Росією Криму вирішила знести недобудовану атомну електростанцію, яка розташована біля міста Щолкіне.

## Інформація щодо енергоблоків
| Енергоблок | Тип реакторів | Потужність | Потужність | Початок будівництва          | Підімкнення до мережі           | Введення до експлуатації        | Закриття                        |
| Енергоблок | Тип реакторів | Чиста      | Брутто     | Початок будівництва          | Підімкнення до мережі           | Введення до експлуатації        | Закриття                        |
| ---------- | ------------- | ---------- | ---------- | ---------------------------- | ------------------------------- | ------------------------------- | ------------------------------- |
| Крим-1     | ВВЕР-1000/320 | 950 МВт    | 1000 МВт   | 01.12.1982                   | Будівництво зупинене 01.01.1989 | Будівництво зупинене 01.01.1989 | Будівництво зупинене 01.01.1989 |
| Крим-2     | ВВЕР-1000/320 | 950 МВт    | 1000 МВт   | 1983 рік                     | Будівництво зупинене 01.01.1989 | Будівництво зупинене 01.01.1989 | Будівництво зупинене 01.01.1989 |
| Крим-3     | ВВЕР-1000/320 | 950 МВт    | 1000 МВт   | Будівництво не розпочиналося | Будівництво не розпочиналося    | Будівництво не розпочиналося    | Будівництво не розпочиналося    |
| Крим-4     | ВВЕР-1000/320 | 950 МВт    | 1000 МВт   | Будівництво не розпочиналося | Будівництво не розпочиналося    | Будівництво не розпочиналося    | Будівництво не розпочиналося    |

## Перспективи використання майданчика АЕС і розвитку міста-супутника
У 2006 році територія колишньої АЕС обрана як одне з можливих місць створення пілотного проєкту промислового парку. У 2008 розпочато підготовчі роботи з реалізації проєкту промислового парку «Щолкінський індустріальний парк», міська рада Щолкіного передала у власність «Щолкінського індустріального парку» частину об'єктів, що знаходяться на даній земельній ділянці.
В результаті це мало б дозволити подолати депресивні тенденції в регіоні, ефективно використовувати вільні територій колишньої АЕС.
Крім того це мало б сприяти утворенню нових робочих місць та підвищення рівня зарплатні, ефективного використання ресурсів регіону, підвищення інвестиційного та інноваційного потенціалу регіону. Мало б спричинити розвиток економічного та технічного потенціалу міста Щолкіне та Ленінського району в цілому. Збільшить надходження податків у бюджети різного рівня. Для реалізації проєкту було необхідно 8 млрд доларів. Планований термін окупности проєкту — 11 років. Плани переламала анексія Криму у 2014.